# NGC 916
NGC 916 é uma galáxia espiral (S) localizada na direcção da constelação de Aries. Possui uma declinação de +27° 14' 35" e uma ascensão recta de 2 horas, 25 minutos e 47,6 segundos.
A galáxia NGC 916 foi descoberta em 5 de Setembro de 1864 por Albert Marth.